# HD 65216 b
HD 65216 b는 용골자리 방향으로 지구로부터 약 116광년 떨어진 곳에 있는 외계 행성이다. 어머니 항성은 분광형 G5의 주계열성 HD 65216이다. 2003년 제네바 천문대 행성 탐사팀이 도플러 분광법을 이용하여 이 행성을 발견했다.
이 행성의 최소 질량은 목성보다 약 20% 더 무겁다. 도플러 분광법으로는 오직 최소 질량만을 알 수 있기 때문에, 궤도경사각이 몇 도이냐에 따라 실제 질량은 이보다 훨씬 더 무거울 수 있다. 항성으로부터 b까지 평균 거리는 태양~화성 거리보다 조금 더 먼 수준이다. 그러나 궤도가 찌그러져 있기 때문에 근일점에서는 지구~태양 거리의 5분의 4까지 항성에 다가가고, 멀어졌을 때는 화성 궤도 뒤까지 물러난다.

## 참고 문헌
- (영어) Mayor;  외. (2004). “The CORALIE survey for southern extra-solar planets XII. Orbital solutions for 16 extra-solar planets discovered with CORALIE”. 《Astronomy and Astrophysics》 415: 391–402. doi:10.1051/0004-6361:20034250.